# Prokszyno
Prokszyno (ros. Прокшино) – stacja linii Sokolniczeskiej metra moskiewskiego, znajdująca się w nowomoskiewskim okręgu administracyjnym Moskwy, w rejonie Sosienskoje (Сосенское), między jezdniami szosy Sołncewsko-Butowsko-Warszawskiej (Солнцево-Бутово-Варшавское шоссе). Otwarcie miało miejsce 20 czerwca 2019 roku.
Stacja typu naziemnego zadaszonego z peronem wyspowym i szklanymi ścianami zatorowymi. Wystrojem stacja w dużej mierze przypomina poprzednią stację Fiłatow Ług.